# Lądowisko Zgierz-Atlas
Lądowisko Zgierz-Atlas – przyfabryczne lądowisko śmigłowcowe, znajdujące się w Zgierzu, w województwie łódzkim, przy ulicy Szczawińskiej 52a. Należy do Wytwórni Klejów i Zapraw Budowlanych „Atlas”. Posiada nawierzchnię darniową.
W 2010 zostało wpisane do wykazu lądowisk cywilnych wpisanych do ewidencji Urzędu Lotnictwa Cywilnego.